# Theodor Brüggemann (Literaturwissenschaftler)
Theodor Brüggemann (* 15. März 1921 in Werne an der Lippe; † 4. Dezember 2006 in Köln) war ein deutscher Literaturwissenschaftler und Kinder- und Jugendbuchexperte.
1940 nahm Brüggemann ein Philologiestudium in Münster auf, leistete 1941–1945 Kriegsdienst und war Kriegsgefangener; er setzte das Studium in Göttingen fort und wurde in Emsdetten zum Lehrer ausgebildet. 1947–1959 arbeitete er als Volksschullehrer, 1954 legte er eine Promotion in Anglistik an der Universität Münster ab. 1960–1962 war er wissenschaftlicher Assistent am Pädagogischen Institut Weilburg an der Lahn. 1962 wurde er zum außerordentlichen Professor an der PH Rheinland, Abt. Köln, ernannt; 1970 wurde er auf den dortigen Lehrstuhl für Deutsche Sprache und Literatur berufen, 1980 an die Universität zu Köln als Professur mit der Denomination „Schwerpunkt Kinder- und Jugendliteratur“ übergeleitet und 1986 emeritiert. 
Mitte der 1970er Jahre gründete er das „Forschungsprojekt Geschichte der Kinder- und Jugendliteratur“, 1985 die „Arbeitsstelle für Kinder- und Jugendliteraturforschung“. Er initiierte das Handbuch zur Kinder- und Jugendliteratur; 1995 übergab er seine Privatsammlung historischer Kinder- und Jugendbücher an das Bilderbuchmuseum Burg Wissem in Troisdorf. Er war Mitglied der Hauptjury für den Deutschen Jugendbuchpreis 1963–1966; 1976 Gründungsmitglied der Deutschen Akademie für Kinder und Jugendliteratur in Volkach, 1984 gründete er die Rheinische Kinderbuchgesellschaft in Köln mit.

## Schriften
- Keinen Groschen für einen Orbis pictus: Ausgewählte Studien zur Kinder- und Jugendliteratur vom 16. bis 20. Jahrhundert, Wenner, Osnabrück 2001
- Handbuch zur Kinder- und Jugendliteratur, begründet und hrsg. von Th. Brüggemann
  - Handbuch zur Kinder- und Jugendliteratur / Vom Beginn des Buchdrucks bis 1570, Metzler, 1987
  - Handbuch zur Kinder- und Jugendliteratur / Von 1570 bis 1750, 1991
  - Handbuch zur Kinder- und Jugendliteratur / Von 1750 bis 1800, 1982
  - Handbuch zur Kinder- und Jugendliteratur / Von 1800 bis 1850, 1998
  - Handbuch zur Kinder- und Jugendliteratur / Von 1850 bis 1900, 2008
  - Handbuch zur Kinder- und Jugendliteratur /SBZ/DDR Von 1945 bis 1990, 2006
- Internationale Untersuchungen zur Kinder- und Jugendliteratur. Hrsg. v. Theodor Brüggemann; Hans Adolf Halbey; Anna Krüger, 1969ff